# 扎連基夫卡 (丘托韋區)
49°39′5″N 34°57′19″E / 49.65139°N 34.95528°E
扎連基夫卡（烏克蘭語：Зеленківка），是烏克蘭中部的村莊，隸屬波爾塔瓦州的波爾塔瓦區。該村處於科洛馬克河左岸，距離托伊比克1.5公里，海拔高度90米，2001年人口428。